# آبولو تايرز
أبولو تايرز (بالإنجليزية: Apollo Tyres)‏ أو شركة أبولو المحدودة للإطارات، هي شركة هندية متعددة الجنسيات لتصنيع الإطارات يقع مقرها الرئيسي في غوروغرام، هاريانا. تأسست الشركة عام 1972، وشغلت أول مصنع لها في بيرامبرا في تريشور، كيرلا. تمتلك الشركة حاليًا خمس وحدات تصنيع في الهند، وواحدة في هولندا وأخرى في المجر. تحقق الشركة 69% من إيراداتها من الهند، و26% من أوروبا و5% من دول أخرى. أعلنت أبولو عن دخولها إلى قطاع إطارات المركبات ثلاثية العجلات من خلال التصنيع التعاقدي في مارس 2018.

## الجدل
في أبريل 2022، داهمت لجنة المنافسة الهندية المقرات الرئيسية لشركة أبولو للإطارات إلى جانب شركات إطارات أخرى مثل سيت، وإم آر إف وكونتيننتال تاير في مواقع متعددة. ففي وقت سابق من فبراير، أصدرت هيئة مراقبة مكافحة الاحتكار بيانًا حول تغريم هذه الشركات المصنعة للإطارات مبلغًا إجماليًا قدره 1,788 كرور روبية (منها 425.53 كرور روبية لشركة أبولو للإطارات) بتهمة تبادل معلومات حساسة عن الأسعار فيما بينها لإدارة تكتلهم في أسعار الإطارات للتوريدات إلى مؤسسة النقل العام في ولاية هاريانا. في وقت سابق، كان اتحاد تجار الإطارات في عموم الهند قد اشتكى إلى وزارة الشؤون التجارية عن هذا التكتل من قبل هذه الشركات لزيادة أسعار الإطارات. ثم أحالت الوزارة القضية إلى لجنة المنافسة الهندية.